# 黄体制剂
黄体制剂（英語：Progestin）是一种合成的孕激素，与孕酮有类似效果。Progestin的两种最重要用途为激素避孕（独立或与雌激素一同使用）以及作为激素替代疗法预防不受对抗的雌激素导致的子宫内膜增生。